# Буйволи

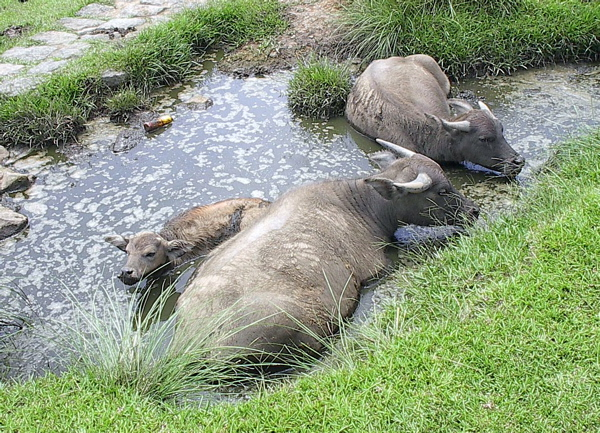
Буйвіл індійський

Буйволи — загальна назва представників двох родів родини бикових (Bovidae).

## Походження слова «буйвіл»
Українське буйвіл споріднене з біл. бавол, рос. буйвол, дав.-рус. і староцерк.-слов. боуиволъ, боуволъ, быволъ, болг. бивол, серб. биво̄/bivo (род. відм. бивола/bivola), чеськ. buvol (старочеськ. byvol), пол. bawóɫ, bajwóɫ, в.-луж. buwoɫ. Слов'янські назви вважаються запозиченням з нар.-лат. *būvalus, що походить від лат. būbalus, а воно — від грец. βούβαλος («африканська антилопа», пізніше — «буйвіл»), утвореного, ймовірне від βούς («бик»). Вставне «й» у давньоруському слові виникло унаслідок зближення з боуи (тобто, переосмисленням його як «буйний віл», пор. «буй-тур»).

## Роди буйволів
- рід Буйвіл (Bubalus) — 5 видів
- рід Буфало, або африканський буйвіл (Syncerus) — 1 вид

Буйвіл індійський одомашненний та використовується як молочна та тяглова тварина в Південній Азій, Африці та Південній Європі.